# فلوریان بالاس
فلوریان بالاس (انگلیسی: Florian Ballas؛ زادهٔ ۸ ژانویهٔ ۱۹۹۳) بازیکن فوتبال اهل آلمان است.
از باشگاه‌هایی که در آن بازی کرده‌است می‌توان به باشگاه فوتبال زاربروکن، باشگاه فوتبال اف‌اس‌وی فرانکفورت، باشگاه فوتبال نورنبرگ، و باشگاه فوتبال هانوفر ۹۶ اشاره کرد.
وی همچنین در تیم ملی فوتبال جوانان آلمان بازی کرده‌است.